# Воинское кладбище № 92 (Стружувка)
 Памятник культуры Малопольского воеводства: регистрационный номер А-659 от  2 марта 1993 года.
Воинское кладбище № 92 — Стружувка (пол. Cmentarz wojenny nr 92 - Stróżówka) — воинское кладбище, находящееся в окрестностях села Стружувка, Горлицкий повят, Малопольское воеводство. Кладбище входит в группу Западногалицийских воинских захоронений времён Первой мировой войны. На кладбище похоронены военнослужащие Российской армий, погибшие во время Первой мировой войны в мае 1915 года. Памятник Малопольского воеводства.

## История
Кладбище было построено Департаментом воинских захоронений К. и К. военной комендатуры в Кракове в 1915 году по проекту австрийского архитектора Ганса Майра. На кладбище площадью 86 квадратных метра находится 5 братских могил, в которых похоронены 98 русских солдат. Так как на кладбище были похоронены только русские солдаты, Ганс Майр установил на нём православный деревянный крест, идентичный кресту на русском кладбище в селе Вапенне.
2 марта 1993 года кладбище было внесено в реестр памятников Малопольского воеводства (№ А-659).

## Описание
Кладбище находится посреди поля на восток от дороги 977. Прямоугольное кладбище почти полностью окружено каменным ограждением. На могилах сохранились оригинальные кресты. На кладбище находится отремонтированный центральный православный крест. Оригинальный крест имел большие размеры.